# Hàn Tu
Hàn Tu (giản thể: 韩须; phồn thể: 韓須), tức Hàn Trinh tử (韓貞子), Hàn Điệu tử (韓悼子) hay Hàn Bình tử (韓平子), là vị tông chủ thứ 7 của họ Hàn, một trong lục khanh nước Tấn thời Xuân Thu trong lịch sử Trung Quốc, và là tổ tiên của các vị vua nước Hàn, một trong Thất hùng thời Chiến Quốc sau này.
Ông là con của Hàn Khởi, vị tông chủ thứ sáu của họ Hàn. Năm 514 TCN, Hàn Khởi qua đời, Hàn Tu lên kế tập.
Theo Sử ký, sau khi lên nắm quyền lãnh đạo họ Hàn, Hàn Tu cho dời tông ấp về Bình Dương.
Mùa hè năm 540 TCN, Tấn Bình công sai Hàn Tu sang Tề đón con gái nước Tề là Thiếu Khương về phong làm phu nhân.
Năm 514 TCN, Hàn Khởi qua đời, Hàn Tu lên kế tập. Cùng năm, lục khanh nhân cơ hội Tấn Khoảnh công không bằng lòng với mấy người cùng họ công thất là Kỳ Doanh và Dương Tự Ngã, bèn dùng pháp luật buộc tội và giết chết hai người, diệt hẳn hai họ công thất.
Hàn Tu và lục khanh chia đất của họ Kỳ làm 7 huyện, đất họ Dương thành 3 huyện, chia nhau và cho con cháu mình vào triều làm quan, từ đó các họ khanh tướng trở nên cường thịnh.
Sau không rõ Hàn Tu mất năm nào. Sau khi ông mất, con ông là Hàn Bất Tín lên kế tập.